# Nanny Koetsier
Nanny Koetsier was een Nederlandse verzetsvrouw werkzaam voor Trouw. Ze werkte in Utrecht en Amsterdam.
Ze werkte nauw samen met Kees Ras (alias Cornelis van Drimmelen), een verzetsman die de financiën deed van de illegale verzetskrant Trouw. Nanny koerierde voor hem onder meer voedsel voor ondergedoken medewerkers. Na de spoorwegstaking van 1944 heeft ze meegeholpen in de estafettedienst met andere jonge vrouwen met het vervoeren van post en andere illegale goederen.